# Vereinigung berntreuer Laufentaler
Die Vereinigung berntreuer Laufentaler (VBL) war eine politische Organisation in der Schweiz. Nach der zweiten Laufental-Abstimmung von 1989, die den Kantonswechsel des Laufentals einleitete, vertrat sie jene Einwohner des Bezirks Laufens, die sich für den Verbleib beim Kanton Bern und gegen den Beitritt zum Kanton Basel-Landschaft eingesetzt hatten. Sie bestand bis 2015.

## Geschichte
Als sich die Stimmberechtigten des Laufentals am 12. November 1989 mit 51,7 % der Stimmen für den Beitritt zu Basel-Landschaft aussprachen, lösten sich die Aktion bernisches Laufental und weitere antiseparatistische Organisationen auf und schlossen sich am 1. Dezember zur neuen Vereinigung berntreuer Laufentaler zusammen. Nach eigenen Angaben zählte sie im März 1990 über 1800 Mitglieder. Trotz verlorener Abstimmung hielt die VBL die Frage der Kantonszugehörigkeit noch nicht für abgeschlossen, wobei sie insbesondere auf das knappe Ergebnis hinwies. Mehrere VBL-Mitglieder reichten eine Stimmrechtsbeschwerde ein, worauf der Grosse Rat das Ergebnis am 5. Februar 1990 entgegen dem Antrag des Regierungsrates für ungültig erklärte. Das Bundesgericht hob diesen Beschluss jedoch am 13. März 1991 auf.
Die VBL trat Ende April 1990 zu den Grossratswahlen mit eigenen Kandidaten an, wobei Thomas Hügli aus Brislach einen der drei Laufentaler Sitze errang und sich anschliessend der FDP-Fraktion anschloss. Bei der Neuwahl des Bezirksrats im Juni 1990 schafften es drei VBL-Vertreter, gewählt zu werden. Der Kanton Basel-Landschaft musste am 22. September 1991 über die Aufnahme des Laufentals abstimmen. Die VBL beteiligte sich mit Zeitungsartikeln und einer Flugblattserie an der Meinungsbildung, wobei sie die Baselbieter davor warnte, dass die Aufnahme des Laufentals ein hohes finanzielles Risiko darstelle. Mit dieser Argumentation hatte sie jedoch keinen Erfolg, denn die Baselbieter sprachen sich mit 59,3 % der Stimmen dafür aus, den Bezirk aufzunehmen. Auch ihre Kampagne vor der eidgenössischen Volksabstimmung am 26. September 1993 war nicht von Erfolg gekrönt. Bei der Landrats-Ergänzungswahl am 27. März 1994 konnte Thomas Hügli erneut einen Sitz für die VBL erringen, bei der ordentlichen Wahl ein Jahr später kam ein weiterer Sitz hinzu.
In den Jahren nach dem Kantonswechsel achtete die VBL auf die akribisch genaue Umsetzung des Laufentalvertrags. 1999 verlor sie ihre politischen Mandate, und ihr Einfluss ging mit der Zeit allmählich zurück. Sie pflegte aber weiterhin das Vereinsleben mit jährlichen Ausflügen und anderen Treffen. 2012 liess der Kanton über die Abschaffung der Amtsnotariate und die Zentralisierung der Bezirksschreibereien abstimmen – beides Institutionen, deren Fortbestehen gemäss der VBL auch nach der 10-jährigen Übergangszeit durch den Laufentalvertrag garantiert sei. Nach der Abstimmungsniederlage focht die VBL das Ergebnis juristisch an, doch das Kantonsgericht wies ihre Beschwerde ab. 2015 löste sich die Organisation auf.